# Bufo kelloggi
Bufo kelloggi (tên tiếng Anh là Little Mexican Toad) là một loài cóc thuộc họ Bufonidae.
Đây là loài đặc hữu của México.
Môi trường sống tự nhiên của chúng là rừng ẩm vùng đất thấp nhiệt đới hoặc cận nhiệt đới, vùng cây bụi khô khu vực nhiệt đới hoặc cận nhiệt đới, sông ngòi, khu vực trữ nước, khu vực xử lý nước thải, đất có tưới tiêu, đất nông nghiệp có lụt theo mùa, và kênh đào và mương rãnh.